# Karen Yu
Pour les articles homonymes, voir Yu.
Karen Yu (chinois : 余宛如 ; pinyin : Yú Wǎnrú ; Wade : Yu Wan-Ju), née le 11 juin 1980, est une femme politique taïwanaise, entrepreneuse sociale et pionnière du commerce équitable à Taiwan. Membre du Parti progressiste-démocrate, elle est membre du Yuan législatif depuis 2016 et se concentre sur des questions telles que le développement numérique, les technologies financières, les droits des femmes, l'innovation technologique, l'entreprise sociale, la revitalisation régionale, etc.

## Jeunesse
Ayant grandi dans un village de vétérans à Pingtung, Yu est le dernier enfant de sa famille. Elle a obtenu son baccalauréat en économie de l'Université nationale de Taïwan et son master en anthropologie de l'Université de Londres au Royaume-Uni. Après avoir obtenu son diplôme, Yu a premièrement travaillé comme assistante parlementaire auprès du législateur Hsieh , membre du Qinmindang. Cette expérience lui a permis de prendre conscience des problèmes auxquels le secteur agricole de Taiwan est confronté.  Yu a ensuite occupé le poste de directeur dans une entreprise de produits de soins biologiques. 

## Avant d'entrer en politique
Pour promouvoir le concept de commerce équitable à Taïwan, Yu a commencé par traduire des documents académiques connexes. En quête d'un impact plus profond, elle a fondé en 2007 un café-restaurant du commerce équitable appelé "OKOGreen", qui est la première entreprise taïwanaise reconnue par Fairtrade International. L’établissement soutient non seulement le café produit dans le cadre de pratiques de commerce équitable, mais aussi la justice alimentaire, la consommation éthique et l’environnementalisme en nouant un partenariat avec Parti Vert et le Centre d’Information Environnemental de Taiwan. En 2014, OKOGreen est devenue l'une des premières entreprises sociales à être enregistrée sur la Bourse d'Incubation pour les Entreprises en phase de Démarrage et d'Accélération de Taïwan. L'année suivante, OKOGreen loua l'ancienne résidence de premier ministre et la transforma en première grappe d'entreprises sociales à Taiwan, dirigeant le développement de ce domaine dans le pays. Yu a également siégé au conseil de la Taiwan Fairtrade Association. Elle a collaboré avec le maire de la ville de Taipei, Ko Wen-je, en 2015, dans le but de promouvoir Taipei en tant que ville de commerce équitable.

## Carrière politique
Yu a été la co-présidente du Parti vert à Taiwan de 2012 à 2015. Elle a participé aux élections législatives de 2012 en tant que candidate du parti dans la huitième circonscription de Taipei (districts de Wenshan et Zhongzheng), mais a perdu avec 3 715  voix. Lors des élections législatives de 2016, Yu a obtenu la nomination du parti progressiste démocratique et a été classé huitième sur le bulletin de vote à la représentation proportionnelle du parti. Elle a remporté un siège et est devenue membre du Yuan législatif en 2016. 
Au Yuan législatif, Yu siège au Comité des finances et s'occupe principalement des problèmes liés aux start-ups, aux entreprises sociales, au commerce électronique, à l'économie numérique et aux technologies financières. En outre, elle accorde une attention particulière à l'amélioration de l'égalité des sexes et des droits des femmes. 
En juillet 2016, Yu a lancé une organisation diplomatique multipartite afin d'augmenter les échanges entre le Yuan législatif et les parlements d'autres pays. À la fin du mois, Yu a également lancé une série de discussions intitulée "Talk to Social Enterprises", invitant des entrepreneurs sociaux et des législateurs à discuter de sujets spécifiques liés aux problèmes sociaux. 
En 2017, Yu a été choisi par le département d'État des États-Unis pour participer au "International Leader Program" en tant que chercheur invité, représentant la femme entrepreneure, les entreprises sociales et le commerce équitable de Taïwan. 
En mars 2017, Yu a annoncé la création de "L'Union parlementaire sur D-Nation", une organisation qui vise à accélérer la transition numérique à Taiwan. 
En juin 2018, Yu a lancé une autre plate-forme multipartite appelée "Parlement de l'innovation sociale", visant à soutenir l'innovation à Taiwan en intégrant diverses ressources via cette plate-forme parlementaire. Le mois suivant, Yu a été invitée à prononcer un discours lors d'un événement organisé par le Women's Startup Lab dans la Silicon Valley. Pour promouvoir le développement bénéfique de l'industrie de la blockchain à Taïwan, Yu a coopéré avec l'Association de développement de la chaîne de montagnes APAC et a publié une "directive d'autorégulation" le 10 août 2018. 
En février 2019, Yu a été invitée par l'Université de Stanford en tant qu'une chercheuse. 

## Controverses
Lors de sa première journée en tant que législatrice, le 3 mars 2016, Yu a suggéré de réviser les règles internes du Yuan législatif, afin de permettre aux législateurs/rices et aux chefs de l'exécutif d'amener des enfants de moins de 3 ans au parlement lors de réunions. Elle espère qu'une telle initiative pourrait encourager le secteur privé à faire de même et à créer un environnement de travail plus convivial pour les parents en matière de garde d'enfants. Mais la suggestion a provoqué une réaction brutale sur Internet et n'a pas réussi à rassembler suffisamment de soutien de la part de ses collègues pour la faire adopter par le parlement. 
Le 22 novembre 2017, Yu a suggéré au Comité des finances que les consommations inférieures à 1 000 NTD devraient être dispensées d'émettre un récépissé, suscitant un ressentiment public. Certains prétendent que cela priverait le "petit bonheur" du citoyen ordinaire et réduirait les revenus de rachat des loteries des groupes d'intérêt public. Le bureau de Yu a répondu et précisé peu de temps après que la législatrice suggérait simplement que la consommation sous 1 000 NTD devait être dispensée d'émettre un reçu "physique" et d'utiliser un reçu électronique, afin que le public ait toujours la chance de gagner à la loterie de réception taïwanaise et que les magasins doivent encore payer les taxes. Le but de cette transition est de réduire le gaspillage de papier, de rendre le rachat de loterie plus pratique et de promouvoir le développement du paiement numérique. 